# Pest vármegyei 4. sz. országgyűlési egyéni választókerület
A Pest vármegyei 4. sz. országgyűlési egyéni választókerület egyike annak a 106 választókerületnek, amelyre a 2011. évi CCIII. törvény Magyarország területét felosztja, és amelyben a választópolgárok egy-egy országgyűlési képviselőt választhatnak. A választókerület nevének szabványos rövidítése: Pest 04. OEVK. Székhelye: Vác

## Területe
A választókerület az alábbi településeket foglalja magába:
1. Acsa
2. Bernecebaráti
3. Csörög
4. Csővár
5. Galgagyörk
6. Ipolydamásd
7. Ipolytölgyes
8. Kemence
9. Kismaros
10. Kisnémedi
11. Kosd
12. Kóspallag
13. Letkés
14. Márianosztra
15. Nagybörzsöny
16. Nagymaros
17. Őrbottyán
18. Penc
19. Perőcsény
20. Püspökhatvan
21. Püspökszilágy
22. Rád
23. Szob
24. Szokolya
25. Sződ
26. Sződliget
27. Tésa
28. Vác
29. Vácduka
30. Váchartyán
31. Vácrátót
32. Vámosmikola
33. Verőce
34. Zebegény

## Országgyűlési képviselője
| Név           | Párt                                         | Párt        | Terminus    | Megjegyzés                                   |
| ------------- | -------------------------------------------- | ----------- | ----------- | -------------------------------------------- |
| Harrach Péter |                                              | Fidesz-KDNP | 2014 – 2018 | A 2014-es országgyűlési választás eredménye: |
| Rétvári Bence |                                              | Fidesz-KDNP | 2018 –      | A 2018-as országgyűlési választás eredménye: |
| Rétvári Bence | A 2022-es országgyűlési választás eredménye: | Fidesz-KDNP | 2018 –      |                                              |

## Demográfiai profilja
| Iskolai végzettség                | Iskolai végzettség               | Iskolai végzettség | Iskolai végzettség | Iskolai végzettség |
| --------------------------------- | -------------------------------- | ------------------ | ------------------ | ------------------ |
|                                   |                                  |                    |                    | fő                 |
| Általános iskolát nem végezte el  | Általános iskolát nem végezte el |                    | 1621               | 1621               |
| Általános iskola                  | Általános iskola                 |                    | 12523              | 12523              |
| Szakmunkás                        | Szakmunkás                       |                    | 15222              | 15222              |
| Érettségi                         | Érettségi                        |                    | 29241              | 29241              |
| Diploma                           | Diploma                          |                    | 19001              | 19001              |
| A 2022. évi népszámlálás szerint. |                                  |                    |                    |                    |

A Pest vármegyei 4. sz. választókerület lakónépessége 2022. október 1-jén 95 689 fő volt. A 2011-es és a 2022-es népszámlálás között 3013 fővel nőtt a választókerület lakosság száma. A választókerületben a korösszetétel alapján a legtöbben a középkorúak élnek 35 179 fővel, míg a legkevesebben a gyermekek 18 081 fővel. A választókerület lakosságának a 85,8%-nál van internet elérési lehetőség.
A legmagasabb befejezett iskolai végzettség szerint az érettségi végzettséggel rendelkezők élnek a legtöbben 29 241 fő, utánuk a következő nagy csoport a diplomások 19 001 fővel.
Gazdasági aktivitás szerint a lakosság közel fele foglalkoztatott 47 655 fő, második legjelentősebb csoport az inaktív keresők, akik főleg nyugdíjasok 21 126 fővel.
A választókerület legjelentősebb nemzetiségi csoportja a németek 1138 fő, illetve a cigányok 1079 fő. Magyar állampolgársággal nem rendelkező külföldi állampolgárok aránya 1%.
Vallási összetétel szerint a választókerületben lakók legnagyobb vallása a római katolikus (27 918 fő), valamint jelentős közösség még a reformátusok (5865 fő). A vallási közösséghez nem tartozók száma szintén jelentős (8872 fő), a választókerületben a második legnagyobb csoport a római katolikus vallás után.

## Országgyűlési választások
| Párt                      |  | Jelölt                |
| ------------------------- |  | --------------------- |
| Mi Hazánk                 |  | Páli Jenő             |
| Egységben Magyarországért |  | Inotay Gergely        |
| Normális Párt             |  | Pintér László         |
| Munkáspárt-ISZOMM         |  | Simon József Ferenc   |
| MEMO                      |  | Mantzourakis Sarantis |
| Fidesz-KDNP               |  | Rétvári Bence         |
| MKKP                      |  | Korga Gergely         |

| Párt                             |           | Jelölt          | Szavazatok | %     | ± %   |
| -------------------------------- | --------- | --------------- | ---------- | ----- | ----- |
| Fidesz-KDNP                      |           | Rétvári Bence   | 27 559     | 51.41 | 4.63  |
| Jobbik                           |           | Fehér Zsolt     | 12 824     | 23.92 | 3.91  |
| LMP                              |           | Matkovich Ilona | 10 131     | 18.9  | 14.7  |
| Együtt                           |           | Jakab Zoltán    | 974        | 1.82  | 22.98 |
| Momentum                         |           | Juhász Béla     | 930        | 1.73  | Új    |
| MKKP                             |           | Kövesdi Miklós  | 1827       | 2.74  | Új    |
| Munkáspárt                       |           | Simon József    | 366        | 0.68  | 0.06  |
| Egyéb pártok                     |           |                 | 824        | 1.32  | 2.03  |
| Megjelent                        | Megjelent | Megjelent       | 54 314     | 73.51 | 8.7   |
| A Fidesz-KDNP tartja a körzetet. |           |                 |            |       |       |

| Párt                                |           | Jelölt          | Szavazatok | %     | ± % |
| ----------------------------------- | --------- | --------------- | ---------- | ----- | --- |
| Fidesz-KDNP                         |           | Harrach Péter   | 22 193     | 46.78 |     |
| Összefogás                          |           | Kiss Zsolt      | 11 767     | 24.8  |     |
| Jobbik                              |           | Fehér Zsolt     | 9493       | 20.01 |     |
| LMP                                 |           | Dengelegi Klára | 1991       | 4.2   |     |
| Munkáspárt                          |           | Nagy Sándor     | 295        | 0.62  |     |
| Szociáldemokraták                   |           | Nógrádi Ferenc  | 114        | 0.24  |     |
| Egyéb pártok                        |           |                 | 1588       | 3.35  |     |
| Megjelent                           | Megjelent | Megjelent       | 47 976     | 64.81 |     |
| A Fidesz-KDNP nyeri meg a körzetet. |           |                 |            |       |     |

## Ellenzéki előválasztás – 2021
| Frakció                              |                 | Jelölő szervezetek                    | Jelölt          | Szavazatok | %     |
| ------------------------------------ | --------------- | ------------------------------------- | --------------- | ---------- | ----- |
| Jobbik                               |                 | Jobbik, LMP, MSZP, Párbeszéd, ÚK, MMM | Inotay Gergely  | 2766       | 48.48 |
| ÚVNP/Momentum                        |                 | ÚVNP, Momentum, DK, Liberálisok       | Juhász Béla     | 2416       | 42.35 |
| LMP                                  |                 | Független                             | Gyurcsik Ádám   | 523        | 9.17  |
| Összes szavazat                      | Összes szavazat | Összes szavazat                       | Összes szavazat | 5705       |       |
| Inotay Gergely nyeri meg a körzetet. |                 |                                       |                 |            |       |